# Campeonato Uruguayo de Fútbol Femenino 2019
El Campeonato Uruguayo de Fútbol Femenino constituyó el 23.° torneo de primera división del fútbol femenino uruguayo organizado por la AUF, correspondiente al año 2019. El campeón fue el Club Atlético Peñarol.

## Equipos participantes

### Datos de los equipos
| Club                  | Ciudad                 | Estadio            | Capacidad | Fundación                | Temporadas | Temp. Consecutivas | Títulos | Subtítulos | 2018 |
| --------------------- | ---------------------- | ------------------ | --------- | ------------------------ | ---------- | ------------------ | ------- | ---------- | ---- |
| Bella Vista           | Montevideo             | -                  | -         | 4 de octubre de 1920     | 7          | —                  | —       | —          | —    |
| Colón                 | Montevideo             | Parque Suero       | 2.000     | 12 de marzo de 1907      | 10         | 10                 | 4       | 2          | 2°   |
| Fénix-Canelones       | Las Piedras            | Monegal            | 6.000     | 19 de septiembre de 1958 | 5          | 5                  | —       | —          | 8°   |
| Liverpool             | Montevideo             | -                  | -         | 15 de febrero de 1915    | 5          | 1                  | —       | —          | 4°   |
| Nacional              | Montevideo             | Los Céspedes       | -         | 14 de mayo de 1899       | 17         | 9                  | 4       | 8          | 3°   |
| Peñarol               | Montevideo             | José Pedro Damiani | 12.000    | 28 de septiembre de 1891 | 5          | 3                  | 2       | —          | 1°   |
| Plaza Colonia-Línea D | Colonia del Sacramento | -                  | -         | -                        | 4          | 4                  | —       | —          | 6°   |
| Progreso              | Montevideo             | -                  | -         | 30 de abril de 1917      | —          | —                  | —       | —          | —    |
| River Plate           | Montevideo             | River Plate        | -         | 11 de mayo de 1932       | 14         | 6                  | 2       | 2          | 7°   |
| San Jacinto-Rentistas | Montevideo             | -                  | -         | 26 de marzo de 1933      | 9          | 1                  | —       | —          | 5°   |

1. ↑  Considerando el historial de Rentistas.

## Clasificación

### Torneo Apertura
|                       | PTS | PJ | PG | PE | PP | GF | GC | DIF |
| --------------------- | --- | -- | -- | -- | -- | -- | -- | --- |
| Peñarol               | 27  | 9  | 9  | 0  | 0  | 32 | 1  | 31  |
| Nacional              | 21  | 9  | 8  | 0  | 1  | 31 | 11 | 20  |
| Colón                 | 16  | 9  | 5  | 1  | 3  | 14 | 10 | 4   |
| Fénix-SAC Canelones   | 15  | 9  | 5  | 0  | 4  | 26 | 12 | 14  |
| Liverpool             | 14  | 9  | 4  | 2  | 3  | 18 | 19 | -1  |
| Progreso              | 11  | 9  | 3  | 2  | 4  | 11 | 14 | -3  |
| San Jacinto-Rentistas | 8   | 9  | 1  | 2  | 6  | 7  | 30 | -23 |
| River Plate           | 7   | 9  | 2  | 1  | 6  | 7  | 11 | -4  |
| Bella Vista           | 7   | 9  | 1  | 4  | 4  | 10 | 27 | -17 |
| Plaza Colonia-Línea D | 2   | 9  | 0  | 2  | 7  | 3  | 24 | -21 |

### Torneo Clausura
|                       | PTS | PJ | PG | PE | PP | GF | GC | DIF |
| --------------------- | --- | -- | -- | -- | -- | -- | -- | --- |
| Peñarol               | 24  | 9  | 9  | 0  | 0  | 34 | 4  | 30  |
| Nacional              | 22  | 9  | 7  | 1  | 1  | 32 | 8  | 24  |
| Colón                 | 19  | 9  | 6  | 1  | 2  | 21 | 9  | 12  |
| Liverpool             | 19  | 9  | 6  | 1  | 2  | 16 | 7  | 9   |
| Progreso              | 16  | 9  | 5  | 1  | 3  | 24 | 12 | 12  |
| Fénix-SAC Canelones   | 10  | 9  | 3  | 1  | 5  | 19 | 17 | 2   |
| River Plate           | 10  | 9  | 2  | 1  | 6  | 6  | 33 | -27 |
| Plaza Colonia-Línea D | 5   | 9  | 1  | 2  | 6  | 9  | 21 | -12 |
| San Jacinto-Rentistas | 3   | 9  | 0  | 3  | 6  | 8  | 34 | -26 |
| Bella Vista           | 1   | 9  | 0  | 1  | 8  | 5  | 29 | -24 |

| Uruguay                                   |
| Campeón Uruguayo 2019 Peñarol 3.er título |